# M39 (amas ouvert)
Pour les articles homonymes, voir M39.
M39 (NGC 7092) est un amas ouvert situé dans la constellation du Cygne. Il a été découvert par l'astronome français Charles Messier en 1764.
Selon la classification des amas ouverts de Robert Trumpler, cet amas renferme moins de 50 étoiles (la lettre p), dont la concentration est moyennement faible (III) et dont les magnitudes se répartissent sur un intervalle moyen (le chiffre 2),. Cependant, la classification du site Lynga est III2m (entre 50 et 100 étoiles) ce qui contredit le nombre d'étoiles de 30 que le site propose. Les mesures effectuées par le satellite Gaia ont permis cependant de déterminer que le nombre d'étoiles de l'amas est largement supérieur, soit 248.

## Observation
Avec une magnitude visuelle de 4,6, l'amas est tout juste visible à l'œil nu, mais on peut facilement l'observer avec de petites jumelles.

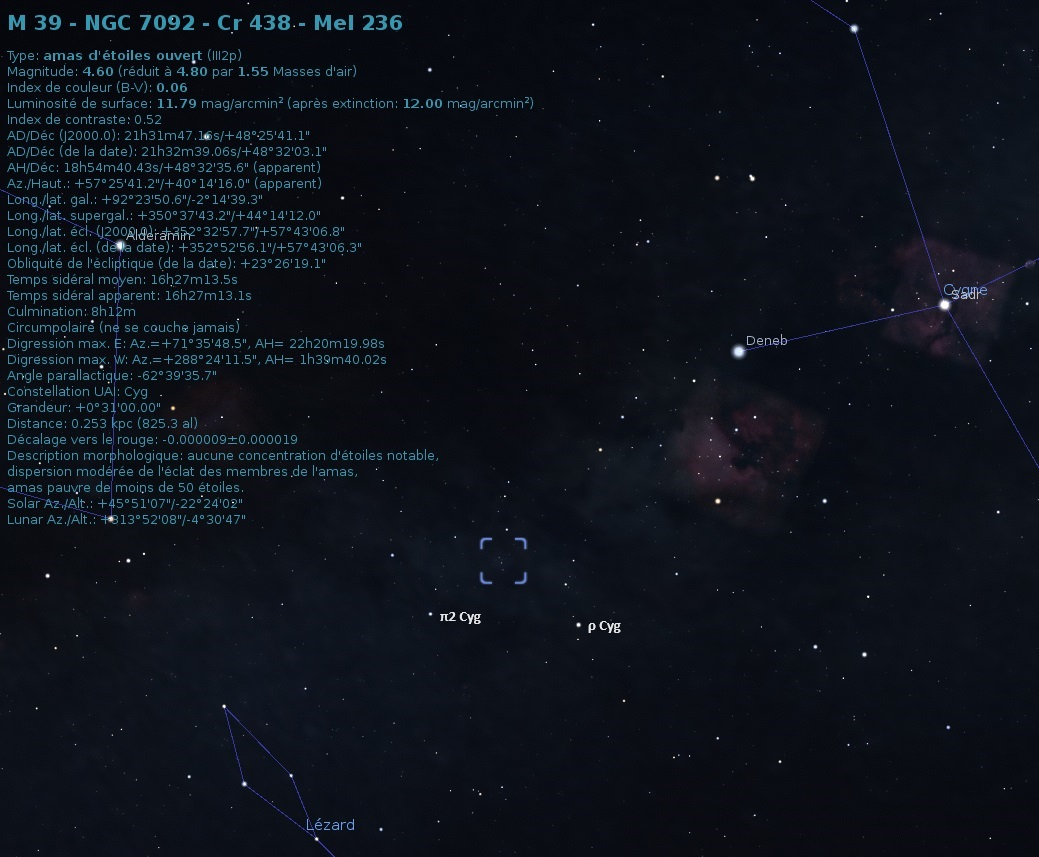
Localisation de NGC 7092 dans la constellation du Cygne (Stellarium).

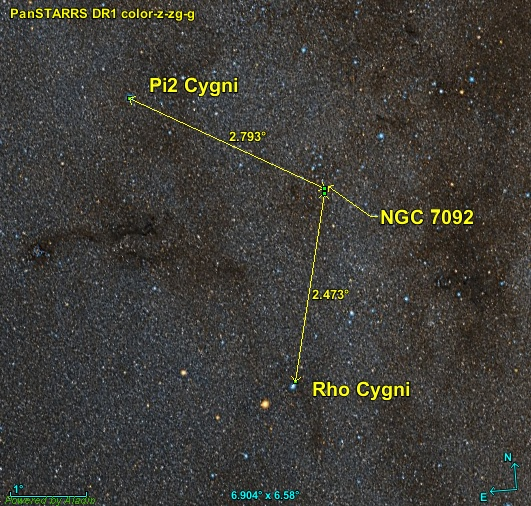
Position de NGC 7092 par rapport à deux étoiles du Cygne.

NGC 7092 est assez éloigné des étoiles les plus brillantes du ciel. Il est situé à environ 2,5 degrés au nord-ouest de l'étoile Rho Cygni et à quelque 2,8 degrés au sud-ouest de Pi2 Cygni.

## Histoire

### Découverte
La découverte de cet amas est attribuée à Charles Messier qui l'a décrit comme un amas très grand et très dispersé, situé à environ 9 degrés à l'est et un peu au nord de Deneb. Certaines sources, à l'instar de Robert Burnham, Jr., crédite la découverte de M39 à Guillaume Le Gentil. L'indentification à M39 de l'observation de Le Gentil avait été fait par Guillaume Bigourdan, mais Kenneth Glyn Jones considère cela comme extrêmement douteux. Burnman affirme aussi que Peter Doig a cité un écrit de John Ellard Gore (en) à l'effet que M39 avait été noté par Aristote comme un objet d'apparence cométaire aux environs de 325 av. J.-C.. Les auteurs du site SEDS n'ont trouvé aucune évidence à l'effet que Doig ou Gore ait cité Aristote. Il semble que Burnham ait confondu avec l'observation de M41.

### Historique des observations
Le 27 octobre 1774, Johann Elert Bode nota qu'il avait observé dans les environs des deux étoiles Pi à la queue du Cygne un petit amas d'étoiles. William Herschel a observé M39 le 27 septembre 1788 et il nota que l'amas était si grand et si dispersé qu'il ne pouvait pas dire où il commençait et où il finissait. Selon lui, il ne s'agissait pas d'un amas.
John Herschel a observé l'amas le 14 septembre 1829. Il l'a inscrit dans son catalogue sous la désignation GC 4681. Charles Piazzi Smyth a également observé l'amas en septembre 1836. Il nota que l'amas renfermait plusieurs paires d'étoiles. John Dreyer a inscrit l'amas à son catalogue sous la désignation NGC 7092 et il l'a décrit comme un amas très grand, très pauvre, très peu compressé avec des étoiles de la 7e à 10e magnitude.

## Caractéristiques
Certaines caractéristiques apparaissent sur la base de données Simbad, mais une publication très récente (2023) basée sur les mesures de la parallaxe par le satellite Gaia a permis une mise à jour importante des données. Les données du « GAIA EARLY DATA RELEASE 3 (GAIA EDR3) » ont également permis aux auteurs (Almeida, Monteiro et Dias) de cette publication d'estimer la masse de 773 amas ouverts, dont celle de NGC 7092 qui est de 331 ± 66 {\displaystyle M_{\odot }}.

### Distance, taille et vitesse radiale
Cet amas est à 327 ± 23 pc du système solaire.
La base de données Simbad indique cinq valeurs de la distance : 311 pc, 321 pc, 303 ± 6 pc, 310 pc et 311 pc. La valeur moyenne et l'écart-type de cet échantillon sont de 311 ± 6 pc (∼1 010 al), ce qui est en accord avec la distance proposée par Almeida, Monteiro et Dias.
La taille apparente de l'amas est de 31′,, ce qui, compte tenu de la distance de 327 ± 23 pc et grâce à un calcul simple, équivaut à une taille réelle de 9,6 ± 0,7 al.
Six vitesses, dont cinq très semblables, sont aussi indiquées par Simbad: −5,20 ± 0,2 km/s −8,60 ± 2,97 km/s, −5,202 ± 1,669 km/s, −5,09 ± 0,23 km/s, −5,07 ± 0,21 km/s et −5,4 ± 0,4 km/s. Si on ne tient pas compte de la valeur publiée par Loktin, la vitesse de l'amas est −5,19 ± 0,13 km/s.

### Métallicité
Simbad rapporte trois valeurs de la métallicité, soit 0,00, -0,029 et -0,29. Selon Almeida et ses collègues, la métallicité de l'amas est passablement différente, une valeur égale à 0,179 ± 0,132. Selon cette valeur, le pourcentage d'éléments lourds (plus lourd que l'hydrogène et l'hélium) de cet amas serait compris entre 111 % et 205 % (100,028 ± 0,065) de celui du Soleil.

### Âge
Webda et Lynga indiquent un âge de 279 millions d'années (log10=8,445),, ce qui est nettement inférieur à l'âge de 453 millions d'années proposé par Almeida.

## Les étoiles de M39
Le logiciel Aladin du centre de données astronomiques de Strasbourg permet d'identifier les étoiles les plus brillantes dans le voisinage de l'amas. Les caractéristiques de ces étoiles sont aussi disponibles sur la base de données Simbad.
| Nom        | Num # | α                | δ                | type      | P (mas)         | d (pc)   | μα* (mas/an) | μδ* (mas/an) | mV    | Rem |
| ---------- | ----- | ---------------- | ---------------- | --------- | --------------- | -------- | ------------ | ------------ | ----- | --- |
| HD 204626  | #1    | 21h 28m 24.4335s | 48° 26′ 03.5292″ | A2 E      | 3,4472 ± 0,0763 | 290 ± 6  | -6,2         | -20,205      | 7,54  |     |
| HD 204917  | #2    | 21h 30m 18.9360s | 48° 23′ 27.0411″ | A1V V     | 3,3674 ± 0,0284 | 297 ± 3  | -7,415       | -19,955      | 7,38  | V   |
| BD+47 3433 | #3    | 21h 30m 33.3125s | 48° 17′ 27.4364″ | A2V C     | 3,3041 ± 0,0146 | 303 ± 1  | -7,395       | -19,946      | 9,07  |     |
| BD+47 3438 | #4    | 21h 30m 44.0529s | 48° 19′ 54.8704″ | A3:V C    | 3,3824 ± 0,0155 | 296 ± 1  | -7,856       | -19,654      | 9,15  |     |
| HD 205073  | #5    | 21h 31m 23.1746s | 48° 21′ 23.3669″ | A1p C     | 3,40 ± 0,64     | 294 ± 55 | -7,53        | -20,97       | 7,85  | D/M |
| HD 205085  | #6    | 21h 31m 30.5255s | 48° 16′ 41.4387″ | A3V C     | 3,6727 ± 0,1154 | 272 ± 9  | -7,172       | -19,965      | 7,97  | D/M |
| HD 205116  | #7    | 21h 31m 42.3843s | 48° 35′ 04.6242″ | A0III: C  | 3,3241 ± 0,029  | 301 ± 3  | -7,769       | -19,771      | 6,827 |     |
| HD 205117  | #8    | 21h 31m 44.6503s | 48° 29′ 03.6739″ | A1p C     | 3,3084 ± 0,0249 | 302 ± 2  | -8,004       | -19,684      | 7,65  |     |
| BD+47 3452 | #9    | 21h 31m 49.5777s | 48° 28′ 54.5791″ | A1m+A5: D | 3,3626 ± 0,0156 | 297 ± 1  | -8,004       | -19,685      | 9,30  | BS  |
| BD+47 3453 | #10   | 21h 31m 54.4544s | 48° 20′ 21.9566″ | A3V C     | 3,3549 ± 0,0267 | 298 ± 2  | -8,004       | -19,686      | 9,57  |     |
| BD+47 3454 | #11   | 21h 32m 03.3051s | 48° 20′ 03.3112″ | A2V C     | 3,4246 ± 0,0169 | 292 ± 1  | -7,371       | -20,264      | 8,97  | BE  |
| HD 205172  | #12   | 21h 32m 04.5753s | 48° 34′ 01.6392″ | A0 E      | 3,7312 ± 0,0871 | 268 ± 6  | 14,3320      | 3,249        | 8,09  | NM  |
| HD 205171  | #13   | 21h 32m 06.7475s | 48° 42′ 59.2028″ | ?         | 3,3215 ± 0,0220 | 301 ± 2  | -7,353       | -19,852      | 8,52  |     |
| HD 205198  | #14   | 21h 32m 14.6572s | 48° 38′ 32.2051″ | A1.5Vp C  | 3,2910 ± 0,0265 | 304 ± 2  | -7,428       | -19,568      | 8,26  |     |
| BD+47 3458 | #15   | 21h 32m 18.4933s | 48° 20′ 32.2110″ | A1V C     | 3,3815 ± 0,0200 | 296 ± 2  | -7,378       | -20,034      | 8,67  |     |
| HD 205331  | #16   | 21h 33m 10.107s  | 48° 18′ 12.2647″ | A1III C   | 3,3251 ± 0,0311 | 301 ± 3  | -8,080       | -19,576      | 8,67  |     |

- V = Étoile variable
- D/M = Double ou multiple
- BS = Binaire spectroscopique
- BE = Binaire à éclipses
- NM = Non membre

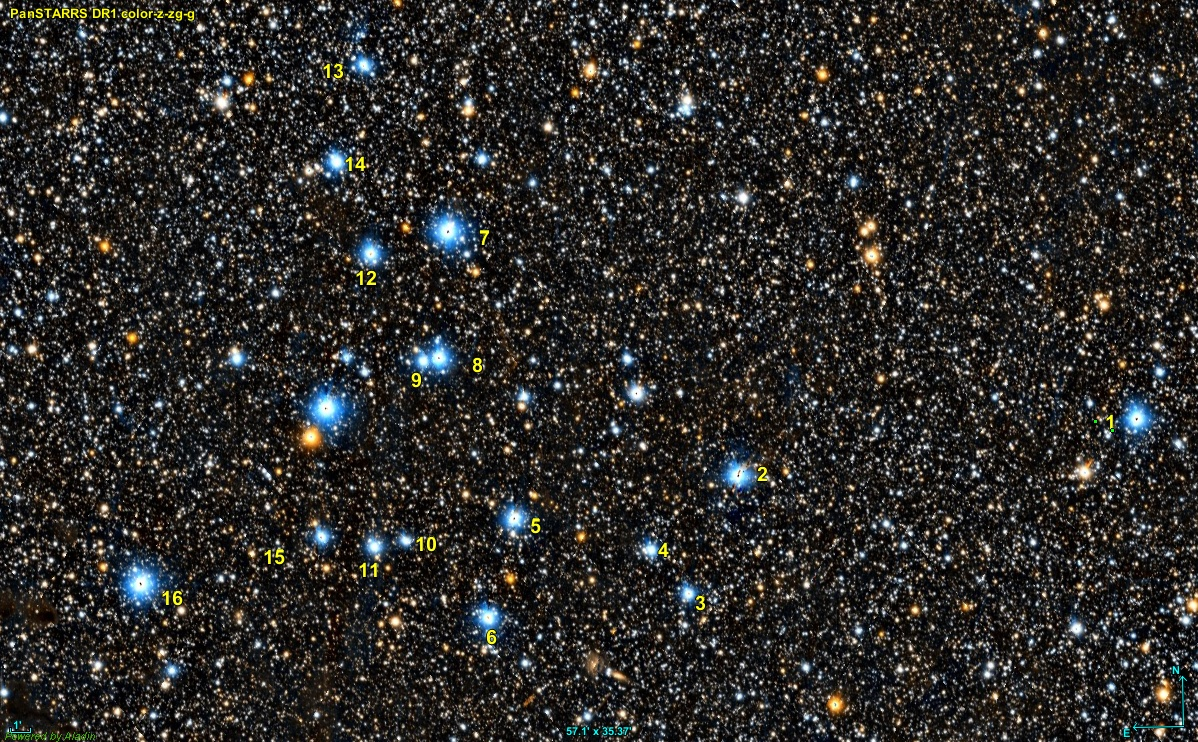
Les principales étoiles de l'amas. Le numéro de l'image correspond à la ligne du tableau.

Le mouvement propre de HD 205172 est totalement différent des quinze autres étoiles. Cette étoile n'est pas membre de l'amas. La distance moyenne des quinze autres étoiles est de 296,2 ± 7,7 pc (∼966 al)